# Богомил Гюзел
Богомил Гюзел (на македонска литературна норма: Богомил Ѓузел) е преводач, поет, есеист, писател и драматург от Северна Македония.

## Биография

### Произход
Богомил Гюзел е син на българския революционер, деец на ММТРО Димитър Гюзелов и на Донка Иванова, братовчедка на войводата Лазар Дивлянски, една от основателките на Тайната културно-просветна организация на македонските българки. Роден е в 1939 година в Чачак, Сърбия, където баща му е гимназиален учител, тъй като след излизането от сръбския затвор му е забранено да живее в Македония. След освобождаването на Вардарска Македония през 1941 година заедно със семейството си Богомил се завръща в Скопие, където баща му става директор на Радио Скопие. След изтеглянето на българските войски от Вардарска Македония през 1944 година баща му е убит от македонистката комунистическа власт като „национален предател“.

### Образование
Богомил Гюзел завършва англицистика в Скопския университет „Св. св. Кирил и Методий“. Работил е в Македонската телевизия и е секретар на Македонския ПЕН център (1963 – 1964). Между 1964 и 1965 година продължава образованието си в Единбургския университет.

### Зрели години
Работи като драматург в Скопския драматичен театър (1966 – 1971) и като програмен директор на фестивала Стружки вечери на поезията (1971 – 1973). От 1976 година е библиограф в Народната библиотека „Св. Климент Охридски“. От 1985 до 1999 година отново е драматург в Скопския драматичен театър. От 1999 до 2003 е директор на Стружките вечери на поезията. Гюзел е пръв председател на дружеството Независими писатели на Македония от 1994 година, на чийто двумесечник за литература и култура „Наше писмо“ е главен редактор от основаването му.
От юни 2012 г. е академик на МАНУ. Почива на 22 април 2021 г. 
Женен е за писателката Лиляна Дирян.

## Литературно творчество
Богомил Гюзел издава в Северна Македония и в чужбина многобройни стихосбирки, проза и драми. Превежда от английски класически автори като Т. С. Елиът, Емили Дикинсън, Шекспир, Бърнард Шоу, Сам Шепърд, Ръдиард Киплинг. Той е един от съставителите на „Антология на съвременната американска поезия“ (1977).
Като поет Богомил Гюзел е определян като част от постмодернистичното течение в литературата на бивша Югославия. В своите поетични и прозаически произведения той отделя специално внимание на миналото, преди всичко на езическия период от развитието на Балканите и интерпретацията на митологичното наследство. Според някои от изследователите на неговото творчество един от емблематичните му стихове е „Главата ми прска под тежината на вековите“ (Главата ми се пръска под тежестта на вековете).